# La Planète Miracle 2
La Planète Miracle 2 est une série de neuf documentaires sur l'origine de la vie sur Terre.
Shinishi Tominaga Réalisation, Hideaki Mizushima Réalisation, N.H.K. Maison Prod, Télé Images Maison Prod.
La série a été diffusée en 1995 sur France 2.

## Liste des épisodes
- 1 - L'océan primitif
- 2 - De drôles de bestioles
- 3 - Terre en vue
- 4 - Le règne des dinosaures
- 5 - La conquête du ciel / En avant toute !
- 6 - La reproduction : un système merveilleux
- 7 - Micro mais costaud
- 8 - Lucy et compagnie
- 9 - L'avenir nous le dira

Durée de 50 minutes par épisode. Commentaires français par Christian Morin et Yolaine de la Bigne.

## Musique
La musique originale est de Hadi Kalafate, Jean-Raymond Hugonet et Olivier Do Espirito Santo. Aucune réédition connue, et toujours indisponible à la vente.